# Адамс-Лейк
Адамс-Лейк — велике, глибоке холодноводне озеро в Британській Колумбії, Канада; його середня глибина 6-та у світі. Південний кінець озера становить приблизно 30 км (19 миля) на північ від міста Чейз в регіоні район Шусвап, Британська Колумбія. Верхня течія озера лежить у північних горах Монаші, а його нижній кінець проникає в нагір'я Шусвап. В озері водиться чавича, нерка та кижуч кокані, гірський сиг та пструг райдужний.

## Географія

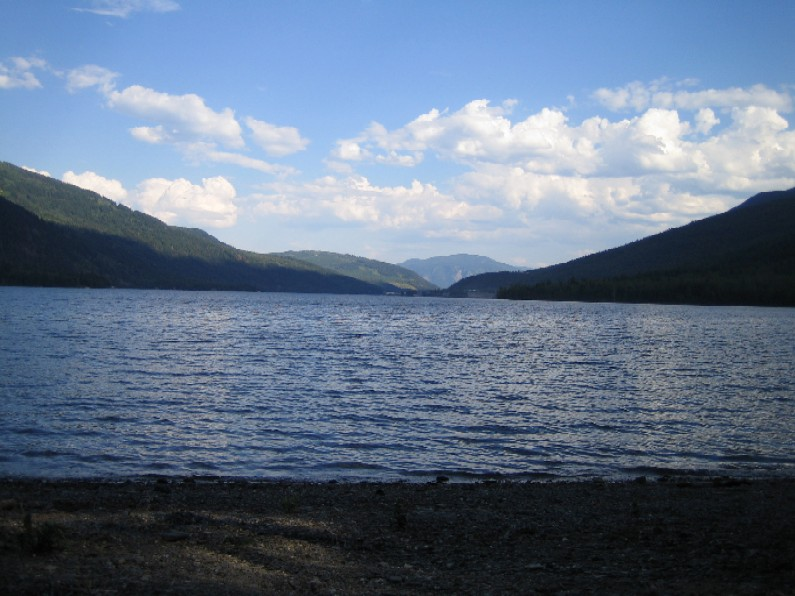
Вид на південь із Провінційного парку Адамс-Лейк.

Озеро 63 км (39 миля) завдовжки і між 1,6 кілометра (0,99 миля) і 3,2 кілометра (2,0 миля) завширшки. Висота поверхні 404 метри (1 325 фут) над рівнем моря. Озеро дуже глибоке; із середньою глибиною 299 метрів (981 фут) і максимальною глибиною 457 метрів (1 499 фут), це друге найглибше озеро Британської Колумбії (поряд з озером Квеснел, максимальна глибина якого становить 511 метрів (1 677 фут)) і шосте найглибше озеро у світі за середньою глибиною. Вода стікає в озеро через багато приток (найперше річки Адамс-Рівер, річка Моміч та Буш-Крік). Вода стікає з озера як Нижній Адамс-Рівер, де проживає дуже великий і відомий перехід нерки, яка щороку приваблює багатьох відвідувачів регіону. Звідти вода тече в озеро Шусвап і вниз по Томпсон-Рівер.
Хоча вздовж Адамс-Лейк існує декілька сіл, переважна більшість озера нерозвинена. Відсутність освоєння частково пояснюється природою берегової лінії, яка переважно являє собою чисті скелі або круті кам'янисті пляжі. На озері природно існує кілька придатних для відпочинку пляжів. Деякі рукотворні піщані пляжі були побудовані для громадського використання. (див. «Провінційний парк Адамс-Лейк»)

## Історія
Вождь Адам (іноді пишеться Atahm) був видним вождем шусвапів у середині дев'ятнадцятого століття. Здебільшого озеро названо за його іменем. Адам помер під час епідемії віспи на північному заході Тихого океану 1862 року, яка, за словами Джеймса Тейта, вбила більше половини місцевого населення шусвапів.
Адамс-Лейк було місцем двох облог шусвапів, один на знак солідарності з канесатаке могавками в 1990 році, а інший улітку 1995 року, щоб запобігти розвитку 60-секційного рекреаційного паркінгу для будинків на колесах на могильнику шусвапів.

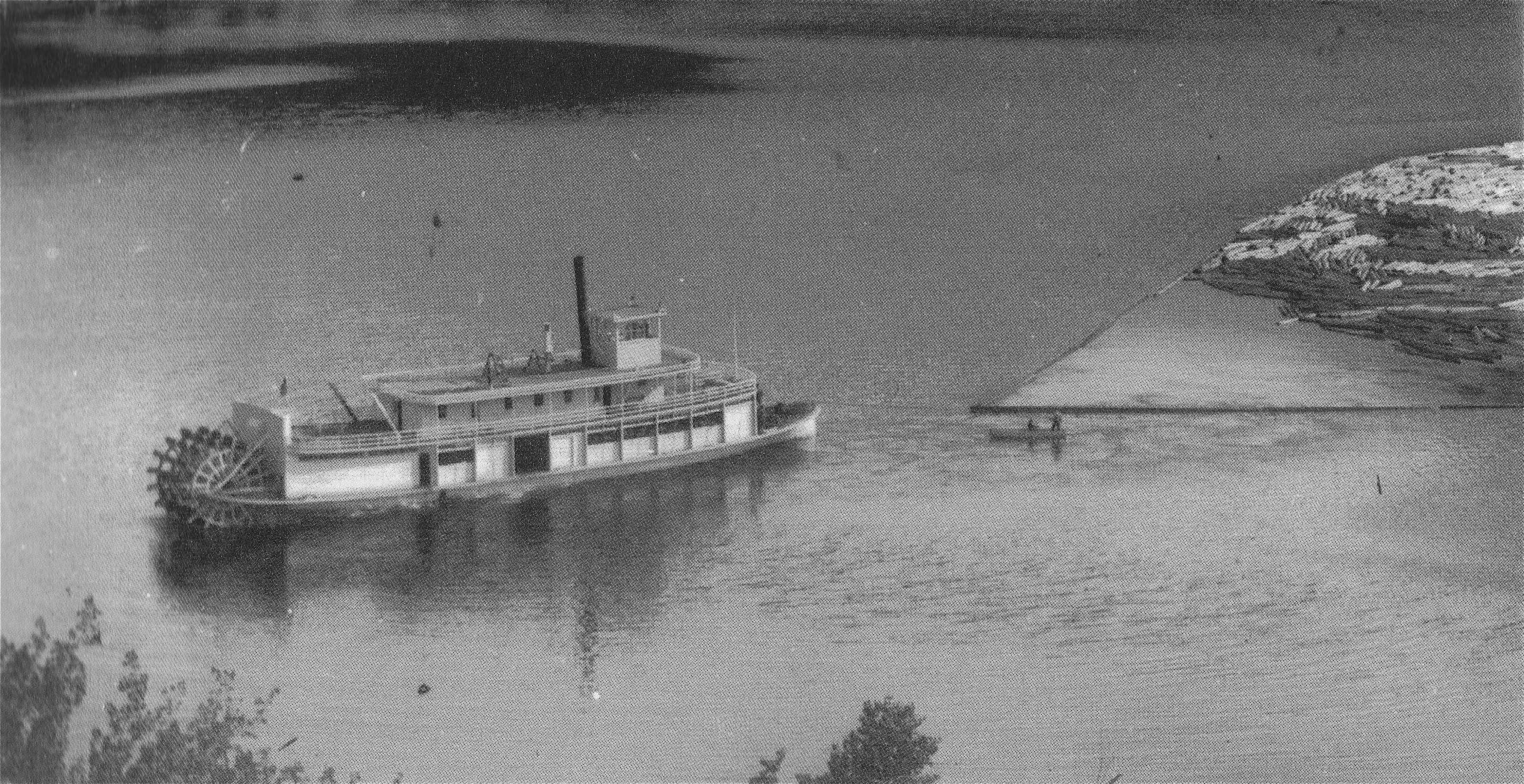
Стернвілер Хелен буксирує бон із колодами на Адамс-Лейк, бл. 1920 р.

Блокада 1995 року призвела до спалення єдиного мосту, що перетинає озеро, і, отже, встановлення постійної внутрішньої поромної служби для доступу до східного боку озера.
Північний кінець озера Адамс називається мумікс мовою шусвап.

## Лісове господарство
Лісове господарство формує економічну базу для регіону. По всій довжині озера проходять ґрунтові лісозаготівельні дороги, які забезпечують єдиний доступ до землі. На південному кінці озера працює лісопильний завод. Колоди, які збирають далі озера, відкладають в озеро біля річки Моміч великим краном. Потім колоди транспортують долі по озеру до заводу в бонах, зачепленими буксирами. Звичайна картина, як ці бони з колодами стоять на якорі біля берега озера.

## Відпочинок
Адамс-Лейк використовується для відпочинку цілорічно. Спортивні рибалки зазвичай ловлять на озері пструга райдужного, кокані, озерну форель та бичачу. Озеро також використовується для купання, катання на човнах та катання на водних лижах. Територія навколо озера популярна серед туристів і є домівкою для великої різноманітності флори та фауни. Восени та взимку люди полюють на диких птахів та велику дичину, таку як американський олень, ведмідь барибал та пума (гірський лев).

## Клімат
- Середня кількість сонячних годин: 2000+ на рік
- Середня кількість опадів: 304,7 мм (11 в) щорічно
- Середні снігопади: 139.8 см (55 в) у долинах. До 644 см (253,5 в) у горах
- Дні без морозів: 120—175 днів на рік

Середня максимальна температура (влітку): 28,4 °C (84 °F) Середня мінімальна температура (взимку): -8,8 °C (16 °F)